# Agua Sangre
Agua Sangre är en ort i Mexiko.   Den ligger i kommunen Huautla de Jiménez och delstaten Oaxaca, i den sydöstra delen av landet, 280 km sydost om huvudstaden Mexico City. Agua Sangre ligger 1 622 meter över havet och antalet invånare är 173.
Terrängen runt Agua Sangre är bergig åt nordost, men åt sydväst är den kuperad. Runt Agua Sangre är det ganska tätbefolkat, med 120 invånare per kvadratkilometer. Närmaste större samhälle är Huautla de Jiménez, 3,1 km sydväst om Agua Sangre. I omgivningarna runt Agua Sangre växer i huvudsak städsegrön lövskog.